# سنت-آن-د-لاک، کبک
سَنت-آن-دِ-لاک (به فرانسوی: Sainte-Anne-des-Lacs) قصبه‌ای در منطقه شهری له پی-دان-او ناحیه لورانتید در استان کبک کانادا است. در سرشماری سال ۲۰۱۱ این قصبه ۳٬۰۲۹ نفر جمعیت داشته‌است و مساحت آن ۲۳٫۴۵ کیلومتر مربع است.